# Северный вестник
«Се́верный ве́стник» (Сѣверный Вѣстникъ) — русский литературный журнал, выходивший в Санкт-Петербурге с 1885 по 1898 год.

## История
Журнал «Северный вестник» издавался с 1885 года Антониной Сабашниковой под редакцией Анны Евреиновой. После закрытия в 1884 году «Отечественных записок» журнал стал приютом для группы народников во главе с Н. К. Михайловским.
В журнале печатались Г. И. Успенский, В. Г. Короленко, А. П. Чехов, К. М. Станюкович, А. П. Голубев, И. А. Голышев, С. П. Победоносцев, А. Г. Тимофеев, А. Чермный и другие.
Затем группа издателей, рассорившись с Н. К. Михайловским (тот перешел из «Вестника» в журнал «Русское богатство»), растеряли большинство подписчиков и вынуждены были объявить о продаже журнала. Этим воспользовалась группа молодых литераторов, активно сотрудничавших в журнале в конце 1880-х годов, и с мая 1890 года «Северный вестник» перешёл в руки группы «пайщиков»: А. А. Кауфмана, М. И. Свешникова и Б. Б. Глинского, который в 1890—1891 фактически руководил журналом. При этом «контрольный пакет» принадлежал дочери известного петербургского педагога, писательнице и переводчице Л. Я. Гуревич, которая передала свои права философу и критику А. Л. Волынскому:125.
В 1891 году Глинский вынужден был уйти из «Северного вестника», его место заняла Л. Я. Гуревич, и Волынский получил журнал «в полное и безраздельное владение», что и предопределило резкую смену его направления.
С 1890-х годов журнал стал органом декадентов, в котором активно сотрудничали Д. С. Мережковский, К. Д. Бальмонт, З. Н. Гиппиус, Ф. К. Сологуб, Н. М. Минский и другие.

## Адреса в Санкт-Петербурге
- 1890-е — Редакция журнала «Северный вестник» — Троицкая улица (с 1929 года — улица Рубинштейна), дом 9[5]